# Großbraunshain
Großbraunshain ist ein Ortsteil von Schmölln im Landkreis Altenburger Land  in Thüringen. Er wird heute mit dem sich direkt im Norden anschließenden Ort Braunshain als gemeinsamer Ortsteil von Schmölln aufgeführt.

## Lage
Der Ortsteil befindet sich nordwestlich von Lumpzig an der neuen Straße, die zum Ortsteil führt. Dieser Ort liegt im Altenburger-Zeitzer-Lösshügelland, einem Teil der Leipziger Tieflandbucht. Die Bebauung geht in den direkt nördlich anschließenden Ort Braunshain über, weshalb beide Orte heute als gemeinsamer Ortsteil Braunshain/Großbraunshain von Schmölln bezeichnet werden. Westlich des Ortsteils befindet sich die Landesgrenze zu Sachsen-Anhalt. Dort entspringt der Gerstenbach, ein Zufluss der Pleiße.

## Geschichte
1171 wurde der Ort erstmals urkundlich erwähnt. Im Gegensatz zum benachbarten (Klein-)Braunshain, das mit vier weiteren Orten bis 1815 eine als Kaynaische Dörfer bezeichnete Exklave des kursächsischen Amts Borna bildete und anschließend bis 1945 zu Preußen gehörte, lag Großbraunshain im wettinischen Amt Altenburg, welches ab dem 16. Jahrhundert aufgrund mehrerer Teilungen im Lauf seines Bestehens unter der Hoheit folgender Ernestinischer Herzogtümer stand: Herzogtum Sachsen (1554 bis 1572), Herzogtum Sachsen-Weimar (1572 bis 1603), Herzogtum Sachsen-Altenburg (1603 bis 1672), Herzogtum Sachsen-Gotha-Altenburg (1672 bis 1826). Bei der Neuordnung der Ernestinischen Herzogtümer im Jahr 1826 kam der Ort wiederum zum Herzogtum Sachsen-Altenburg.
Nach der Verwaltungsreform im Herzogtum gehörte Großbraunshain bezüglich der Verwaltung zum Ostkreis (bis 1900) bzw. zum Landratsamt Ronneburg (ab 1900). Das Dorf gehörte ab 1918 zum Freistaat Sachsen-Altenburg, der 1920 im Land Thüringen aufging. 1922 kam es zum Landkreis Altenburg.
Am 1. Juli 1950 wurde Großbraunshain nach Lumpzig eingemeindet. Bei der zweiten Kreisreform in der DDR wurden 1952 die bestehenden Länder aufgelöst und die Landkreise neu zugeschnitten. Somit kam Großbraunshain als Ortsteil der Gemeinde Lumpzig mit dem Kreis Schmölln an den Bezirk Leipzig; jener gehörte seit 1990 als Landkreis Schmölln zu Thüringen und ging bei der thüringischen Kreisreform 1994 im Landkreis Altenburger Land auf. Seit 1952 gehörte auch der Nachbarort Braunshain zum Kreis Schmölln, wurde jedoch erst mit der Umgliederung im Jahr 1956 ein Ortsteil von Lumpzig. Am 1. Januar 2019 wurde die Gemeinde Lumpzig aufgelöst und Großbraunshain nach Schmölln eingemeindet.

Landschaft vor Großbraunshain

## Verkehr

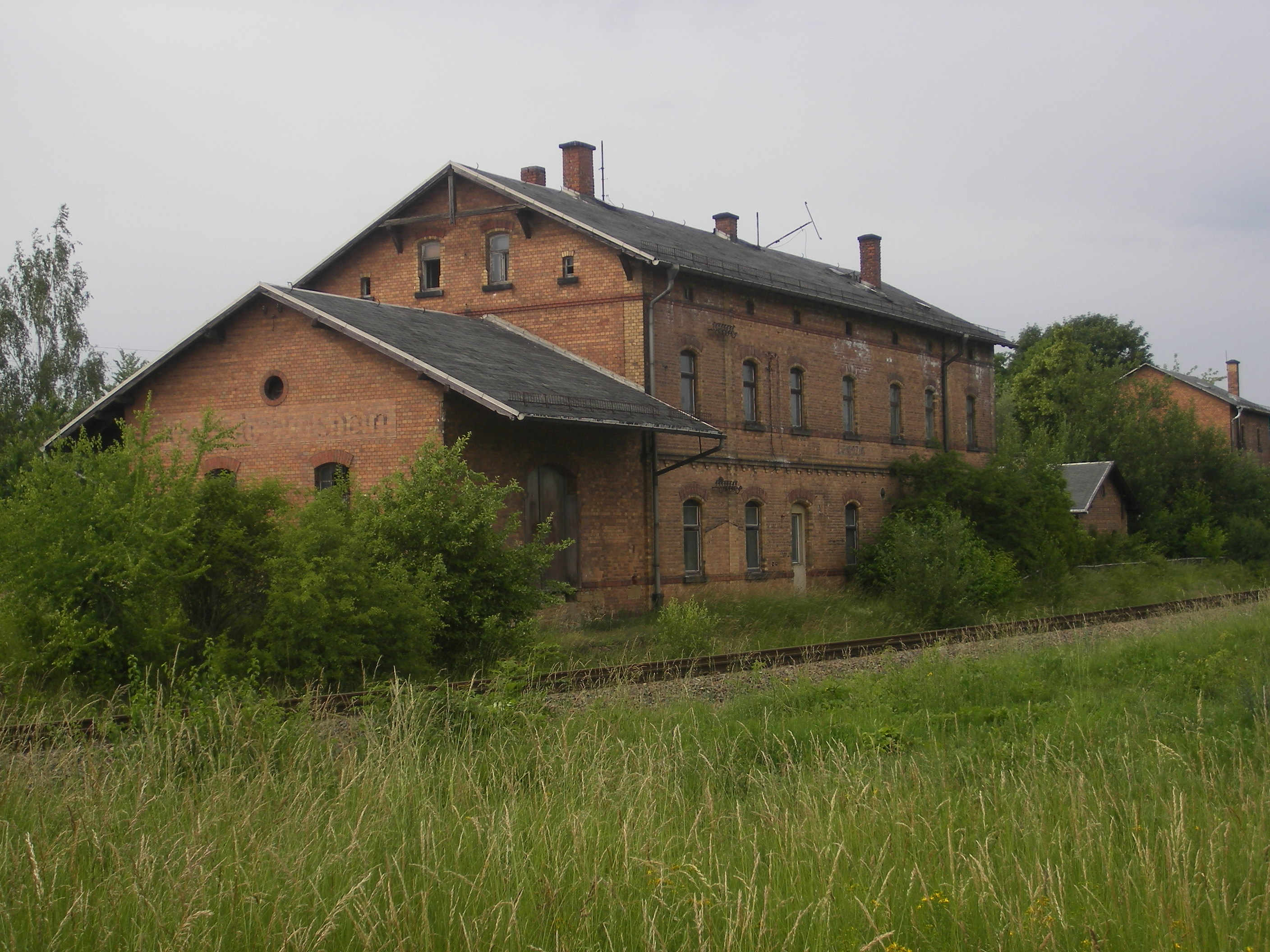
Empfangsgebäude der ehemaligen Haltestelle Lumpzig, vormals Großbraunshain

Die Ortslage Großbraunshain wird im Osten von der Bahnstrecke Meuselwitz–Ronneburg tangiert, auf der zwischen 1887 und 1972 Personenverkehr durchgeführt wurde. Die südlich des Orts auf Harthaer Flur liegende Bahnstation trug bis 1953 den Namen Großbraunshain, danach bis zur Stilllegung im Jahr 1972 den Namen Lumpzig. Seit 1974 wird der erhalten gebliebene Streckenteil nur noch im Güterverkehr bedient.